# Załęże Niżne
Załęże Niżne – część  wsi Znamirowice w Polsce, położona w województwie małopolskim, w powiecie nowosądeckim, w gminie Łososina Dolna, nad Jeziorem Rożnowskim.
Dawniej samodzielna gmina jednostkowa Załęże.